# Metopides paradoxus
Metopides paradoxus là một loài bọ cánh cứng trong họ Cerambycidae.